# 奧爾德塞勒姆 (阿拉巴馬州)
奧爾德塞勒姆（英語：Old Salem）是一個位於美國阿拉巴馬州門羅縣的非建制地區。該地的面積和人口皆未知。

## 地理
奧爾德塞勒姆的座標為31°32′23″N 87°24′22″W / 31.53972°N 87.40611°W，而該地的平均海拔高度為116米（即381英尺）。